# Eudalio Arriaga
Eudalio Eulises Arriaga Blandón (ur. 19 września 1975 w Barranquilli) – kolumbijski piłkarz występujący na pozycji napastnika.

## Kariera klubowa
Arriaga zawodową karierę rozpoczynał w 1995 roku w zespole Envigado FC. W 1999 roku trafił do zespołu Atlético Junior. Przez część sezonu 2002 grał na wypożyczeniu w ekwadorskiej Barcelonie. Potem wrócił do Atlético, gdzie spędził jeszcze jeden sezon.
W połowie 2003 roku Arriaga podpisał kontrakt z meksykańską Pueblą. W Primera División de México zadebiutował 7 września 2003 roku w wygranym 2:0 pojedynku z Pachuką. 6 marca 2004 roku w wygranym 3:2 spotkaniu z Tigres strzelił pierwszego gola w Primera División de México. W 2005 roku spadł z zespołem do Liga de Ascenso. W Puebli występował jeszcze przez rok.
W 2006 roku Arriaga wrócił do Atlético Junior. Na początku 2007 roku przeszedł do urugwajskiego Danubio. W tym samym roku zdobył z nim mistrzostwo Urugwaju. W 2007 roku reprezentował także barwy kolumbijskiego Atlético Bucaramanga oraz peruwiańskiego Universidadu San Martín. Następnie grał w kolumbijskich zespołach Cúcuta Deportivo oraz Alianza Petrolera, gdzie w 2009 roku zakończył karierę.

## Kariera reprezentacyjna
W reprezentacji Kolumbii Arriaga zadebiutował w 2001 roku. W tym samym roku został powołany do kadry na Copa América. Na tamtym turnieju, wygranym przez Kolumbię, zagrał w meczach z Wenezuelą (2:0), Ekwadorem (1:0), Chile (2:0) i Hondurasem (2:0). W spotkaniu z Chile strzelił także gola, który był jednocześnie jedynym w drużynie narodowej.
W 2003 roku Arriaga znalazł się w zespole na Puchar Konfederacji. Wystąpił na nim w pojedynkach z Francją (0:1), Nową Zelandią (3:1), Japonią (1:0) i Turcją (1:2). Tamten turniej Kolumbia zakończyła na 4. miejscu.
W latach 2001–2004 w drużynie narodowej Arriaga rozegrał w sumie 14 spotkań i zdobył 1 bramkę.